# Чемпионат мира по фехтованию 2012
Чемпионат мира по фехтованию 2012 года проходил 13—14 апреля в Киеве (Украина) под эгидой Международной федерации фехтования. На турнире были разыграны награды в командном первенствах по фехтованию на шпагах и саблях среди мужчин и женщин, так как эти виды не входили в программу олимпийских игр 2012 года.

## Медали

### Общий зачёт
| Место | Страна  |   |   |   | Всего |
| ----- | ------- | - | - | - | ----- |
| 1     | США     | 1 | 0 | 1 | 2     |
| 2     | Россия  | 1 | 0 | 0 | 1     |
| 3     | Франция | 0 | 1 | 0 | 1     |
| 3     | Украина | 0 | 1 | 0 | 1     |
| 4     | Венгрия | 0 | 0 | 1 | 1     |
| Всего | Всего   | 2 | 2 | 2 | 6     |

### Мужчины
| Дисциплина                  | Золото                                                                | Серебро                                                                   | Бронза                                                          |
| Командная шпага (14 апреля) | США · Сорен Томпсон · Уэстон Келси · Коди Маттерн · Бенджамин Брэттон | Франция · Готье Грюмье · Янник Борель · Жан-Мишель Люсене · Ульриш Робери | Венгрия · Геза Имре · Петер Шомфаи · Габор Боцко · Андраш Редли |

### Женщины
| Дисциплина                  | Золото                                                                           | Серебро                                                                | Бронза                                                                     |
| Командная сабля (13 апреля) | Россия · Софья Великая · Юлия Гаврилова · Екатерина Дьяченко · Дина Галиакбарова | Украина · Ольга Харлан · Ольга Жовнир · Елена Хомровая · Галина Пундик | США · Мариэль Загунис · Дагмара Возняк · Дарья Шнейдер · Ибтихадж Мухаммад |